# Persone di cognome Walker
| Questa pagina contiene informazioni ricavate automaticamente dalle voci biografiche con l'ausilio del template Bio e di un bot. L'aggiornamento è periodico e automatico e ricostruisce completamente la pagina. Se manca una persona in questa lista, sei pregato di non aggiungerla, ma accertati piuttosto che la sua voce biografica contenga il template Bio e che i dati anagrafici siano correttamente compilati. Se il template Bio manca, inseriscilo tu stesso o, in alternativa, metti l'avviso {{tmp\|Bio}} che ne segnala la mancanza. Se i dati riportati sono sbagliati, correggi direttamente la voce biografica; le modifiche saranno visibili in questa lista entro pochi giorni. Per chiarimenti vedi il progetto antroponimi. La lista contiene solo le 237 persone che sono citate nell'enciclopedia e per le quali è stato implementato correttamente il template Bio. Pagina aggiornata al 7 ago 2025. |

Questa è una lista di persone presenti nell'enciclopedia che hanno il cognome Walker, suddivise per attività principale.

## Allenatori di calcio(8)
- Alan Walker, allenatore di calcio e ex calciatore inglese (Mossley, n. 1959)
- Clive Walker, allenatore di calcio e ex calciatore inglese (Watford, n. 1945)
- Dawson Walker, allenatore di calcio scozzese (Dundee, n. 1916 - † 1973)
- Ian Walker, allenatore di calcio e ex calciatore inglese (Watford, n. 1971)
- Marco Walker, allenatore di calcio e ex calciatore svizzero (Soletta, n. 1970)
- Mike Walker, allenatore di calcio e ex calciatore gallese (Colwyn Bay, n. 1945)
- Pat Walker, allenatore di calcio e ex calciatore irlandese (Carlow, n. 1959)
- Ray Walker, allenatore di calcio e ex calciatore inglese (North Shields, n. 1963)

## Alpiniste(1)
- Lucy Walker, alpinista britannica (n. 1835 - Liverpool, † 1916)

## Alpinisti(1)
- Horace Walker, alpinista inglese (n. 1838 - † 1908)

## Artiste(1)
- Kara Walker, artista statunitense (Stockton, n. 1969)

## Astisti(1)
- Brad Walker, astista statunitense (Aberdeen, n. 1981)

## Astronaute(1)
- Shannon Walker, ex astronauta statunitense (Houston, n. 1965)

## Astronauti(2)
- Charles Walker, ex astronauta e ingegnere statunitense (Bedford, n. 1948)
- David Walker, astronauta statunitense (Columbus, n. 1944 - Houston, † 2001)

## Attori(17)
- Andrew Walker, attore canadese (Montréal, n. 1979)
- Ben Walker, attore statunitense
- Ché Walker, attore, drammaturgo e regista teatrale britannico (Londra, n. 1968)
- Cody Walker, attore statunitense (Los Angeles, n. 1988)
- Eamonn Walker, attore britannico (Londra, n. 1962)
- Jimmie Walker, attore e comico statunitense (New York, n. 1947)
- Jeffrey Walker, attore e regista australiano (Melbourne, n. 1982)
- Johnnie Walker, attore e regista statunitense (New York, n. 1894 - New York, † 1949)
- Johnny Walker, attore indiano (Indore, n. 1926 - Mumbai, † 2003)
- Matthew Walker, attore e regista televisivo statunitense (Santa Monica, n. 1968)
- Max Walker, attore canadese (Montréal, n. 1986)
- Clint Walker, attore statunitense (Hartford, n. 1927 - Grass Valley, † 2018)
- Paul Walker, attore statunitense (Glendale, n. 1973 - Santa Clarita, † 2013)
- Robert Walker, attore statunitense (Salt Lake City, n. 1918 - Los Angeles, † 1951)
- Robert Walker, attore statunitense (Bethlehem, n. 1888 - Los Angeles, † 1954)
- Rudolph Walker, attore trinidadiano (San Juan, n. 1939)
- Sullivan Walker, attore e insegnante statunitense (Laventille, n. 1946 - Los Angeles, † 2012)

## Attrici(13)
- Ally Walker, attrice statunitense (Tullahoma, n. 1961)
- Dreama Walker, attrice statunitense (Tampa, n. 1986)
- Helen Walker, attrice statunitense (Worcester, n. 1920 - North Hollywood, † 1968)
- Josie Walker, attrice e cantante britannica (Belfast, n. 1970)
- Kathryn Walker, attrice statunitense (Filadelfia, n. 1943)
- Kerry Walker, attrice australiana (Sydney, n. 1948)
- Kim Walker, attrice statunitense (New York, n. 1968 - Los Angeles, † 2001)
- Lillian Walker, attrice statunitense (New York, n. 1887 - Trinidad, † 1975)
- Nella Walker, attrice statunitense (Chicago, n. 1886 - Los Angeles, † 1971)
- Nicola Walker, attrice britannica (Londra, n. 1970)
- Queenie Leonard, attrice e cantante britannica (Londra, n. 1905 - Los Angeles, † 2002)
- Polly Walker, attrice britannica (Warrington, n. 1966)
- Zena Walker, attrice britannica (Birmingham, n. 1934 - Brockenhurst, † 2003)

## Attrici pornografiche(2)
- Dana Vespoli, attrice pornografica e regista statunitense (Hanover, n. 1972)
- Tiffany Walker, ex attrice pornografica irlandese (Adare, n. 1976)

## Aviatori(1)
- Joseph Albert Walker, aviatore e astronauta statunitense (Washington, n. 1921 - Barstow, † 1966)

## Avventurieri(1)
- Joseph R. Walker, avventuriero e esploratore statunitense (Contea di Roane, n. 1798 - Contea di Contra Costa, † 1876)

## Bassisti(4)
- Jeff Walker, bassista e cantante britannico (St Helens, n. 1969)
- Jon Walker, bassista statunitense (Chicago, n. 1985)
- Mark Walker, bassista statunitense (Chicago, n. 1961)
- Solomon Walker, bassista statunitense (Wilmette, n. 1971)

## Batteristi(1)
- Matt Walker, batterista statunitense (n. 1969)

## Bobbiste(1)
- Breeana Walker, bobbista, ex velocista e ex ostacolista australiana (n. 1992)

## Botanici(1)
- John C. Walker, botanico statunitense (Racine, n. 1893 - Sun City, † 1994)

## Calciatori(17)
- Billy Walker, calciatore e allenatore di calcio inglese (Wednesbury, n. 1897 - Sheffield, † 1964)
- Nicky Walker, ex calciatore scozzese (Aberdeen, n. 1962)
- Tyler Walker, calciatore inglese (Nottingham, n. 1996)
- Clive Walker, ex calciatore inglese (Oxford, n. 1957)
- Des Walker, ex calciatore inglese (Londra, n. 1965)
- Duncan Walker, calciatore scozzese (Glasgow, n. 1896 - † 1961)
- Jamie Walker, calciatore scozzese (Edimburgo, n. 1993)
- Josh Walker, ex calciatore inglese (Newcastle upon Tyne, n. 1989)
- Kenney Walker, ex calciatore statunitense (Wickliffe, n. 1988)
- Kevin Walker, ex calciatore e cantante svedese (Örebro, n. 1989)
- Kyle Walker, calciatore inglese (Sheffield, n. 1990)
- Lamar Walker, calciatore giamaicano (Spanish Town, n. 2000)
- Liam Walker, calciatore gibilterriano (Gibilterra, n. 1988)
- Paul Walker, ex calciatore inglese (Bradford, n. 1949)
- Philip Walker, calciatore inglese (Londra, n. 1954 - † 2022)
- Tommy Walker, calciatore e allenatore di calcio scozzese (Livingston, n. 1915 - Edimburgo, † 1993)
- Tommy Walker, calciatore scozzese (n. 1903)

## Cantanti(8)
- Butch Walker, cantante, chitarrista e compositore statunitense (Cartersville, n. 1969)
- Clay Walker, cantante e attore statunitense (Beaumont, n. 1969)
- Dave Walker, cantante e chitarrista britannico (Walsall, n. 1945)
- George Walker, cantante, compositore e arrangiatore statunitense (Washington, n. 1922 - Montclair, † 2018)
- Jake Austin Walker, cantante e attore statunitense (Hickory, n. 1997)
- Sammy Walker, cantante statunitense (Atlanta, n. 1952)
- Stan Walker, cantante e attore neozelandese (Melbourne, n. 1990)
- Summer Walker, cantante statunitense (Atlanta, n. 1996)

## Cantautori(2)
- Jerry Jeff Walker, cantautore e chitarrista statunitense (Oneonta, n. 1942 - Austin, † 2020)
- Ryley Walker, cantautore e chitarrista statunitense (Rockford, n. 1989)

## Cantautrici(1)
- PinkPantheress, cantautrice e produttrice discografica britannica (Bath, n. 2001)

## Cestiste(8)
- Ashley Walker, ex cestista statunitense (Stockton, n. 1987)
- Ayana Walker, ex cestista statunitense (Houston, n. 1979)
- DeMya Walker, ex cestista statunitense (Mount Holly, n. 1977)
- Jasmine Walker, cestista statunitense (Montgomery, n. 1998)
- Leanne Walker, ex cestista neozelandese (Otahuhu, n. 1968)
- Marcedes Walker, ex cestista statunitense (Filadelfia, n. 1986)
- Megan Walker, cestista statunitense (Richmond, n. 1998)
- Rosie Walker, ex cestista statunitense (n. 1957)

## Cestisti(36)
- Andy Walker, ex cestista e allenatore di pallacanestro statunitense (Queens, n. 1955)
- B.A. Walker, ex cestista statunitense (Onancock, n. 1984)
- Foots Walker, ex cestista statunitense (Southampton, n. 1951)
- Henry Walker, cestista statunitense (Huntington, n. 1987)
- Jimmy Walker, cestista statunitense (Amherst, n. 1944 - Kansas City, † 2007)
- Kenny Walker, ex cestista statunitense (Roberta, n. 1964)
- Maurice Walker, cestista canadese (Scarborough, n. 1991)
- Phil Walker, ex cestista statunitense (Filadelfia, n. 1956)
- Ty Walker, cestista statunitense (Columbus, n. 1989)
- Wally Walker, ex cestista e dirigente sportivo statunitense (Millersville, n. 1954)
- Anthony Walker, cestista statunitense (San Antonio, n. 1993)
- Antoine Walker, ex cestista statunitense (Chicago, n. 1976)
- Brady Walker, cestista statunitense (Santa Clara, n. 1921 - Orem, † 2007)
- Caleb Walker, cestista statunitense (Kansas City, n. 1989)
- Chet Walker, cestista statunitense (Bethlehem, n. 1940 - Long Beach, † 2024)
- Chris Walker, cestista statunitense (Bonifay, n. 1994)
- Christopher Walker, ex cestista giamaicano (Kingston, n. 1981)
- Daiquan Walker, ex cestista statunitense (Filadelfia, n. 1994)
- Darrell Walker, ex cestista e allenatore di pallacanestro statunitense (Chicago, n. 1961)
- David Walker, cestista statunitense (Stow, n. 1993)
- Dean Walker, ex cestista canadese (Toronto, n. 1979)
- Devondrick Walker, cestista statunitense (Garland, n. 1992)
- Erving Walker, cestista statunitense (New York, n. 1990)
- Horace Walker, cestista statunitense (Chester, n. 1937 - Los Angeles, † 2001)
- Jabari Walker, cestista statunitense (Wichita, n. 2002)
- M.J. Walker, cestista statunitense (Jonesboro, n. 1998)
- Jarace Walker, cestista statunitense (Baltimora, n. 2003)
- Jermaine Walker, cestista statunitense (Pompano Beach, n. 1977 - New York, † 2024)
- Jordan Walker, cestista statunitense (Port Washington, n. 1999)
- Kemba Walker, ex cestista statunitense (New York, n. 1990)
- Kyree Walker, cestista statunitense (Atlanta, n. 2000)
- Lucas Walker, cestista australiano (Launceston, n. 1984)
- Marcus Walker, ex cestista statunitense (Kansas City, n. 1986)
- Samaki Walker, ex cestista statunitense (Columbus, n. 1976)
- Tevonn Walker, ex cestista canadese (Montréal, n. 1993)
- Tory Walker, ex cestista statunitense (Marrero, n. 1979)

## Chimici(1)
- John Ernest Walker, chimico britannico (Halifax, n. 1941)

## Chitarristi(1)
- T-Bone Walker, chitarrista e cantautore statunitense (Linden, n. 1910 - Los Angeles, † 1975)

## Ciclisti su strada(1)
- Max Walker, ciclista su strada mannese (Douglas, n. 2001)

## Compositrici(1)
- Shirley Walker, compositrice e direttrice d'orchestra statunitense (Napa, n. 1945 - Reno, † 2006)

## Costumisti(1)
- David Walker, costumista britannico (Calcutta, n. 1934 - † 2008)

## Culturisti(1)
- Nick Walker, culturista statunitense (Pine Hill, n. 1994)

## Direttori d'orchestra(1)
- Antony Walker, direttore d'orchestra, direttore teatrale e direttore artistico australiano (Sydney, n. 1967)

## Direttori della fotografia(1)
- Joseph Walker, direttore della fotografia statunitense (Denver, n. 1892 - Las Vegas, † 1985)

## Direttrici della fotografia(1)
- Mandy Walker, direttrice della fotografia australiana (Melbourne, n. 1963)

## Dirigenti sportivi(1)
- William Walker, dirigente sportivo e ex ciclista su strada australiano (Subiaco, n. 1985)

## Disc jockey(1)
- Alan Walker, disc jockey e produttore discografico norvegese (Northampton, n. 1997)

## Entomologi(1)
- Francis Walker, entomologo inglese (Londra, n. 1809 - Londra, † 1874)

## Farmacisti(1)
- John Walker, farmacista e inventore inglese (Stockton-on-Tees, n. 1781 - Stockton-on-Tees, † 1859)

## Fisici(2)
- Charles Vincent Walker, fisico inglese (Marylebone, n. 1812 - Royal Tunbridge Wells, † 1882)
- Gilbert Walker, fisico e statistico britannico (Rochdale, n. 1868 - Coulsdon, † 1958)

## Fumettisti(2)
- Mort Walker, fumettista statunitense (El Dorado, n. 1923 - Stamford, † 2018)
- Cory Walker, fumettista statunitense (n. 1980)

## Generali(2)
- Edwin Walker, generale statunitense (Contea di Kerr, n. 1909 - Dallas, † 1993)
- Walton Walker, generale statunitense (Belton, n. 1889 - Seul, † 1950)

## Ginnasti(1)
- Colt Walker, ginnasta statunitense (Austin, n. 2001)

## Giocatori di baseball(1)
- Neil Walker, ex giocatore di baseball statunitense (Pittsburgh, n. 1985)

## Giocatori di curling(1)
- Geoff Walker, giocatore di curling canadese (Beaverlodge, n. 1985)

## Giocatori di football americano(19)
- Adam Walker, ex giocatore di football americano statunitense (Pittsburgh, n. 1968)
- David Walker, giocatore di football americano statunitense (Stuttgart, n. 2000)
- DeMarcus Walker, giocatore di football americano statunitense (Jacksonville, n. 1994)
- Deone Walker, giocatore di football americano statunitense (Detroit, n. 2004)
- Devontez Walker, giocatore di football americano statunitense (Charlotte, n. 2001)
- Herschel Walker, ex giocatore di football americano, artista marziale misto e ex bobbista statunitense (Wrightsville, n. 1962)
- Delanie Walker, giocatore di football americano statunitense (Los Angeles, n. 1984)
- Kenyatta Walker, ex giocatore di football americano statunitense (Meridian, n. 1979)
- Quay Walker, giocatore di football americano statunitense (Cordele, n. 2000)
- Jalon Walker, giocatore di football americano statunitense (Conway, n. 2004)
- Javon Walker, giocatore di football americano statunitense (Galveston, n. 1978)
- Langston Walker, giocatore di football americano statunitense (Oakland, n. 1979)
- Mykal Walker, giocatore di football americano statunitense (Fresno, n. 1997)
- P.J. Walker, giocatore di football americano statunitense (Elizabeth, n. 1995)
- Rasheed Walker, giocatore di football americano statunitense (Washington, n. 2000)
- Sidney Walker, giocatore di football americano statunitense
- Tray Walker, giocatore di football americano statunitense (Miami, n. 1992 - Liberty City, † 2016)
- Vance Walker, giocatore di football americano statunitense (Fort Mill, n. 1987)
- Travon Walker, giocatore di football americano statunitense (Thomaston, n. 2000)

## Giocatori di snooker(1)
- Lee Walker, giocatore di snooker gallese (Newbridge, n. 1976)

## Giocatrici di football americano(1)
- Siobhan Walker, giocatrice di football americano britannica (n. 1993)

## Giornalisti(1)
- Murray Walker, giornalista e telecronista sportivo britannico (Birmingham, n. 1923 - Fordingbridge, † 2021)

## Giuristi(1)
- Vaughn R. Walker, giurista statunitense (Watseka, n. 1944)

## Graffiti writer(1)
- Nick Walker, writer britannico (n. 1969)

## Hockeisti su ghiaccio(1)
- Julian Walker, ex hockeista su ghiaccio svizzero (Berna, n. 1986)

## Imprenditrici(1)
- A'Lelia Walker, imprenditrice statunitense (Vicksburg, n. 1885 - Long Branch, † 1931)

## Matematici(1)
- Arthur Geoffrey Walker, matematico e cosmologo britannico (Watford, n. 1909 - Chichester, † 2001)

## Medici(2)
- Mary Broadfoot Walker, medico scozzese (Wigtown, n. 1888 - Wigtown, † 1974)
- William Walker, medico, avvocato e giornalista statunitense (Nashville, n. 1824 - Trujillo, † 1860)

## Mezzofondisti(1)
- John Walker, ex mezzofondista neozelandese (Papakura, n. 1952)

## Militari(3)
- Frederic John Walker, militare britannico (Plymouth, n. 1896 - Inghilterra, † 1944)
- John Anthony Walker, militare statunitense (Washington, n. 1937 - Butner, † 2014)
- Robert Sandilands Frowd Walker, militare, atleta e crickettista inglese (Chester, n. 1850 - Knockholt, † 1917)

## Montatori(1)
- Joe Walker, montatore britannico (West London, n. 1963)

## Musicisti(1)
- Tom Walker, musicista e cantautore britannico (Kilsyth, n. 1991)

## Naturalisti(1)
- John Walker, naturalista, botanico e chimico scozzese (Canongate, n. 1731 - Edimburgo, † 1803)

## Nuotatori(1)
- Neil Walker, ex nuotatore statunitense (Verona, n. 1976)

## Nuotatrici(1)
- Laura Walker, ex nuotatrice statunitense (n. 1970)

## Ostacoliste(1)
- Melaine Walker, ostacolista giamaicana (Kingston, n. 1983)

## Ostacolisti(1)
- Nigel Walker, ex ostacolista, rugbista a 15 e dirigente d'azienda britannico (Cardiff, n. 1963)

## Paleontologi(1)
- Alick Donald Walker, paleontologo britannico (Skirpenbeck, n. 1925 - Skirpenbeck, † 1999)

## Pallavoliste(1)
- Jessica Walker, pallavolista statunitense (Houston, n. 1989)

## Pallavolisti(1)
- Samuel Walker, pallavolista australiano (Bangkok, n. 1995)

## Pattinatrici artistiche su ghiaccio(1)
- Daphne Walker, pattinatrice artistica su ghiaccio britannica

## Piloti automobilistici(2)
- Dave Walker, pilota automobilistico australiano (Sydney, n. 1941 - † 2024)
- Peter Walker, pilota automobilistico inglese (Leeds, n. 1912 - Newtown, † 1984)

## Piloti motociclistici(1)
- Chris Walker, pilota motociclistico britannico (Nottingham, n. 1972)

## Pistard(1)
- James Walker, pistard sudafricano (n. 1897)

## Politici(9)
- Mark Walker, politico statunitense (Dothan, n. 1969)
- Clifford M. Walker, politico statunitense (Monroe, n. 1877 - Monroe, † 1954)
- David S. Walker, politico, avvocato e giudice statunitense (Russellville, n. 1815 - Tallahassee, † 1891)
- Gilbert Carlton Walker, politico statunitense (South Gibson, n. 1833 - New York, † 1885)
- Jimmy Walker, politico statunitense (New York, n. 1881 - New York, † 1946)
- Robert Smith Walker, politico statunitense (Bradford, n. 1942)
- Scott Walker, politico statunitense (Colorado Springs, n. 1967)
- Ulrich Walker, politico e militare svizzero (Sempach, n. 1360 - Lucerna, † 1427)
- Bill Walker, politico statunitense (Fairbanks, n. 1951)

## Preparatori atletici(1)
- James Walker, preparatore atletico e ex calciatore inglese (Nottingham, n. 1973)

## Produttori cinematografici(1)
- John Walker, produttore cinematografico statunitense (Elgin, n. 1956)

## Pugili(3)
- Beau Jack, pugile statunitense (Augusta, n. 1921 - † 2000)
- Clarence Walker, pugile sudafricano (Port Elizabeth, n. 1898 - Roodepoort, † 1957)
- Mickey Walker, pugile statunitense (Elizabeth - † 1981)

## Rapper(4)
- Kurtis Blow, rapper e produttore discografico statunitense (New York, n. 1959)
- Shawty Lo, rapper statunitense (Atlanta, n. 1976 - Atlanta, † 2016)
- BigWalkDog, rapper statunitense (Tutwiler, n. 1997)
- Hotboii, rapper statunitense (Orlando, n. 2000)

## Registe(1)
- Lucy Walker, regista, sceneggiatrice e produttrice cinematografica britannica (Londra, n. 1970)

## Registi(3)
- Hal Walker, regista statunitense (Ottumwa, n. 1896 - Tracy, † 1972)
- Pete Walker, regista, sceneggiatore e attore inglese (Brighton, n. 1939)
- Scott Walker, regista neozelandese (Auckland, n. 1971)

## Scacchisti(1)
- George Walker, scacchista britannico (Londra, n. 1803 - Londra, † 1879)

## Sceneggiatori(2)
- Andrew Kevin Walker, sceneggiatore statunitense (Altoona, n. 1964)
- H. M. Walker, sceneggiatore statunitense (West Middlebury, n. 1885 - Chicago, † 1937)

## Scrittori(2)
- David Walker, scrittore statunitense (Wilmington, n. 1785 - Boston, † 1830)
- Martin Walker, scrittore e giornalista scozzese (Scozia, n. 1947)

## Scrittrici(2)
- Alice Walker, scrittrice, attivista e poetessa statunitense (Eatonton, n. 1944)
- Rebecca Walker, scrittrice e attivista statunitense (Jackson, n. 1969)

## Slittinisti(1)
- Tristan Walker, ex slittinista canadese (Calgary, n. 1991)

## Storici(2)
- Christopher J. Walker, storico britannico (n. 1942 - † 2017)
- Clarence Walker, storico statunitense

## Tenniste(1)
- Jenny Walker, ex tennista australiana (n. 1956)

## Tiratori di fune(1)
- Christopher Walker, tiratore di fune sudafricano

## Velisti(1)
- Ian Walker, ex velista britannico (Worcester, n. 1970)

## Velocisti(2)
- Reggie Walker, velocista sudafricano (Durban, n. 1889 - Durban, † 1951)
- Douglas Walker, ex velocista britannico (Inverness, n. 1973)

## Wrestler(1)
- Mr. Wrestling II, wrestler statunitense (Charleston, n. 1934 - Mililani Town, † 2020)

## Senza attività specificata(1)
- Sarah Walker, ciclista di BMX neozelandese (Whakatāne, n. 1988)